# Test Hintona
Test Hintona – jedna z metod diagnostycznych, dokonywana przy podejrzeniu zarażenia pacjenta kiłą. Metodę tę opracował i nadał jej nazwę amerykański fizyk William A. Hinton. Metoda zyskała największą popularność w placówkach amerykańskich.

## Przeprowadzenie i mechanizm testu
Metoda polega na zmieszaniu ze sobą surowicy badanej z odczynnikiem, na który składają się głównie glicerol, cholesterol i esencja z mięsa wołowego. W odczynniku znajdują się antygeny, mające zareagować z surowicą i wywołać aglutynację.
Udowodniono, że test Hintona, mimo że jest modyfikacją testu Wassermana, to jednak bazuje na wykrywaniu nieco innych substancji. Zmiany jednak występują na poziomie immunochemicznym.

## Skuteczność testu
Test został opracowany jako tańsza alternatywa dla testu Wassermana, i, będąc jego modyfikacją, wykazuje korelację wyników na poziomie 91,6% przy 500 przebadanych próbkach. Podobny poziom korelacji występuje przy porównaniu z testem Kohna, czy testem Sigmy. Spośród tejże grupy 500 pacjentów test Hintona tylko 4 razy dał wynik fałszywie pozytywny (skuteczność powyżej 99%).